# سلابت-جت
سلابت غت هو برنامج لإدارة الحزمات البرمجية لتوزيعة Slackware من نظام التشغيل Linux. ويحاول البرنامج ان يقلد قدرات وكيفية عمل نظام أداة متقدمة للحزم قدر الإمكان.

## الخصائص
- يستخدم ادوات الإدارة المتواجدة في Slackware
- يدعم استخدام مصادر عدة لجلب الحزمات (مثل http://www.linuxpackages.com)
- يجمع معلوماتا عن الحزمات ويخزنها محليها على نمط Cache.
- يستخدم بروتوكلات عدة مثل http، ftp، والبروتوكولات الاّمنة من https، و ftps.
- يواصل تنزيل الحزمات إذا ما انقطع الاتصال مؤقتا.
- يري المستخدم الحزمات المنزولة الموجودة في المخبأ والحزمات التي لم تنزل بعد من الشبكة.
- تنزيل وتنصيب أو حذف حزمة معينة وفقا للاسم المعين أو رقم الإصدار.
- تنزيل الحزمات فقط دون تنصيبها
- التغير الكامل للنظام إلى إصدار جديد (أو اّخر إصدار) لتوزيعة Slackware
- طباعة معلومات عن الحزمات، بما في ذلك الأسماء والاحجام للاحزمة، كذلك معلومات عن حزمات أخرى تعتمد عليها

## التوزيعات
بالإضافة إلى Slackware يستخدم هذا البرنامج في التوزيعات التالية:
- NimbleX
- Vector Linux
- Mutagenix نسخة محفوظة 8 سبتمبر 2019 على موقع واي باك مشين.
- سلاكس
- Slamd64 نسخة محفوظة 17 يوليو 2011 على موقع واي باك مشين.
- Freerock GNOME
- GWARE GNOME
- SLAMPP
- OpenLab GNU/Linux
- Open Community Slackware Install DVD
- Floyd GNU/Linux
- STX GNU/Linux
- Nonux GNU/Linux
- Wolvix LiveCD نسخة محفوظة 9 نوفمبر 2005 على موقع واي باك مشين.
- GoblinX
- College Linux
- Dropline GNOME
- Myah OS